# Vallée des Mystères (Chine)
La vallée des Mystères (chinois : 神秘谷 ; pinyin : shén mì gǔ) est l'un des sites les plus célèbres du mont Tianzhu en Chine.
Il s'agit d'un labyrinthe formé de nombreuses vallées et grottes reliées les unes aux autres, dans laquelle il ne faut pas s'aventurer sans guide, au risque de se perdre.